# Глан (Марна)
Глан (фр. Glannes) насеље је и општина у североисточној Француској у региону Шампањ-Арден, у департману Марна која припада префектури Витри ле Франсоа.
По подацима из 2011. године у општини је живело 173 становника, а густина насељености је износила 13,21 становника/km². Општина се простире на површини од 13,1 km². Налази се на средњој надморској висини од 109 метара.

## Демографија
| 1962. | 1968. | 1975. | 1982. | 1990. | 1999. | 2011. |
| ----- | ----- | ----- | ----- | ----- | ----- | ----- |
| 115   | 138   | 137   | 133   | 172   | 149   | 173   |

График промене броја становника у току последњих година